# Lepeoptheirus argentus
Lepeoptheirus argentus är en kräftdjursart som beskrevs av Hewitt 1963. Lepeoptheirus argentus ingår i släktet Lepeoptheirus och familjen Caligidae. Inga underarter finns listade i Catalogue of Life.